# Усть-Цильма
Усть-Цильма (комі Чилимдін) — село, центр Усть-Цилемського району Республіки Комі, Росія.
Село розташоване на правому березі річки Печори, навпроти гирла річок Цильма і Піжма.

## Історія

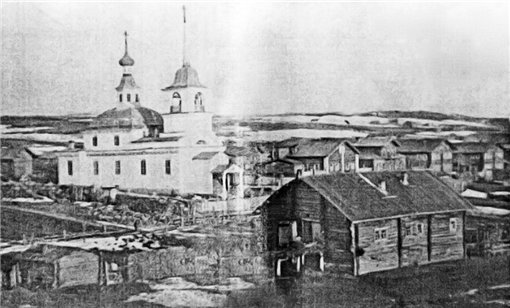
Панорама Усть-Цильме початку XX ст. На передньому плані — Микільський собор

Усть-Цильма — одне з найдавніших сіл Європейського півночі. Зародження Усть-Цильми пов'язане з ім'ям Новгородця Івашки Дмитрієва Ласткі, якому в 1542 році була подарована царська грамота на користування землями по річці Печорі. Усть-Цильма була центром видобутку міді і срібла. У 1899 році стала центром Печорського повіту, а в 1929 році — центром Усть-Цилемського району.

## Економіка
Основні галузі промисловості — лісозаготівельна, сільське господарство та харчова. У літні місяці розвинений екотуризм.

## Відомі люди
- Поздєєв Іван Володимирович (1985—2022) — офіцер ПДВ РФ, ліквідований під час вторгнення в Україну. Герой Російської Федерації.